# Tyra Wadner
Tyra Elisabeth Wadner, född Nordquist 7 juni 1891, död 7 juni 1967, var en svensk försvarsfrivillig kvinna som grundade den svenska lottarörelsen.

## Biografi
År 1914 gifte sig Tyra Wadner med dåvarande underlöjtnanten Martin Wadner, som senare blev överste. Paret fick fem döttrar, däribland Britt Wadner.
Sommaren 1924 reste Tyra Wadner tillsammans med sin make, som då var chefsinstruktör inom Stockholms landstormsförbund, till Finland för att studera landets Skyddskår. I samband med detta kom Tyra Wadner i kontakt med finska Lotta Svärd-organisationen och bestämde sig för att vid hemkomsten skapa en liknande organisation i Stockholm. Den nya organisationen fick namnet Stockholms landstormskvinnor och verkade under Stockholms landstormsförbund. 
Stockholms Landstormskvinnor fick snabbt många systerföreningar runt om i landet och Tyra Wadner var själv med och startade flera av dem. Tillsammans kallades de landstormskvinnorörelsen, eller lottarörelsen.
Wadner kvarstod som en av lottarörelsen frontfigurer fram till 1942. Vid den tidpunkten kunde lottarörelsen räkna sig som en av landets största kvinnoorganisationer någonsin, förklarade sig självständig från landstormsrörelsen samt antog sitt nuvarande namn Sverige Lottakårer.
Wadner är begravd på Säters kyrkogård i Dalarna. Hennes gravsten bär texten "Lottan Tyra Wadner 1891-1967".